# Йеска (кратер)
Вижте пояснителната страница за други значения на Йеска.
Йеска (на английски: Yeska) е ударен кратер разположен на планетата Венера. Той е с диаметър 9,1 km, и е кръстен на селкупско име Йеска.